# Armensko kraljestvo (antika)
Armensko kraljestvo tudi Kraljevina Velike Armenije ali preprosto Velika Armenija (armensko Մեծ Հայք, latinizirano: Mets Hajk, latinsko Armenia Maior), je bila starodavna monarhija na Bližnjem vzhodu, ki je obstajalo od leta 321 pr. n. št. do 428 n. št. Njegova zgodovina je razdeljena na zaporedne vladavine treh kraljevih rodbin: Orontidov (321 pr. n. št. - 200 pr. n. št.), Artaksiadov (189 pr. n. št. –12. n. št. ) in Arsakidov (52–428).
Izvor kraljestva leži v eni od satrapij perzijskega Ahemenidskega cesarstva, imenovane Armenija (Satrapija Armenija), ki je nastala iz ozemlja kraljevine Ararat (860 pr. n. št. – 590 pr. n. št.), potem ko jo je osvojilo Medijsko cesarstvo leta 590 pr. n. št. Satrapija je postala kraljestvo leta 321 pr. n. št., v času vladavine rodbine Orontidov po osvojitvi Perzije s strani Aleksandra Velikega, ki je bila nato vključena kot eno helenističnih kraljestev Selevkidskega cesarstva.
Pod Selevkidi (312–63 pr. n. št.) je bil armenski prestol razdeljen na dva dela - Armenia Maior in Sofene - oba sta prešla na člane rodbine Artaksiadov leta 189 pr. n. št. Med vzhodno širitvijo Rimske republike je Kraljevina Armenija pod Tigranom Velikim, od 83. do 69. pr. n. št., dosegla svoj vrhunec, potem ko je ponovno vključila Sofene in osvojila preostala ozemlja propadajočega Selevkidskega cesarstva ter tako učinkovito končala svoj obstoj in Armenijo postavila za kratko obdobje kot imperij, dokler ga ni leta 69 osvojil Rim. Preostali kralji Artaksiadov so vladali kot Rimski vazali, dokler jih leta 12 niso strmoglavili zaradi zavezništva z glavnim rivalom Rima v regiji, Partskim cesarstvom.
Med rimsko-partskimi vojnami je bila v Armeniji ustanovljena rodbina Arsakidov, ko je bil Tiridat I. Armenski, član partske rodbine Arsakidov, leta 52 razglašen za kralja Armenije. Armenija je v večini svoje zgodovine v tem obdobju močno tekmovala med Rimom in Parti in armensko plemstvo je bilo razdeljeno med prorimske, propartske ali nevtralne. Od leta 114 do 118 je Armenija na kratko postala provinca rimskega cesarstva pod cesarjem Trajanom. Kraljevina Armenija je pogosto služila kot država stranka ali vazal na meji obeh velikih imperijev in njihovih naslednikov, bizantinskega in sasanidskega cesarstva. Leta 301 je Tiridat III. Armenski razglasil krščanstvo za državno religijo Armenije, s čimer je Armensko kraljestvo postalo prva država, ki je uradno sprejela krščanstvo.
Med bizantinsko-sasanidskimi vojnami je bila Armenija leta 387 končno razdeljena na Bizantinsko Armenijo in leta 428 na perzijsko satrapijo Armenijo.

## Zgodovina

### Izvor
Geografsko Armensko višavje, tedaj imenovano Višavje Ararat (asirsko: Urartu), je bilo prvotno poseljeno s pra-armenskimi plemeni, ki še niso bila enotna država ali narod. Višavje so najprej združila plemena v bližini jezera Van v kraljestvo Van (urartsko Biainili). Kraljestvo je tekmovalo z Asirijo zaradi nadvlade v Višavju Ararat in rodovitnem polmesecu. V knjigi Geneza je višavje Ararat (svetopisemska hebrejščina הָרֵי אֲרָרָט, tiberijsko hārēy Ǎrārāṭ, septuaginta τὰ ὄρη τὰ Ἀραράτ) izraz, ki se uporablja za poimenovanje območja, v katerem počiva Noetova barka po potovanju. Ustreza starodavnemu asirskemu Urartu, eksonimu za kraljestvo Van.
Obe kraljevini sta v 6. stoletju pred našim štetjem padli pod perzijskimi napadalci s sosednjega vzhoda (Medijci, za njimi so bili Ahemenidski Perzijci). Njeno ozemlje je bilo spremenjeno v satrapijo, imenovano Armenija (staroperzijsko Armina, elamitsko Harminuya, akadsko Urashtu). Rodbina Orontidov je tri stoletja vladala kot satrapi Ahemenidskega cesarstva do poraza cesarstva proti makedonskemu Aleksandru Velikem v bitki pri Gavgameli leta 331 pr. n. št.. Po Aleksandrovi smrti leta 323 pr. n. št. je makedonski general z imenom Neoptolem pridobil Armenijo, dokler ni umrl leta 321 pr. n. št. in so se Orontidi vrnili, ne kot satrapi, ampak kot kralji.

### Rodbina Orontidov
Oront III. in vladar Male Armenije, Mitridat I., sta se priznala za neodvisna in tako povzdignila nekdanjo armensko satrapijo v kraljestvo in nastali sta  kraljevina Armenija in Mala Armenija. Oront III. je prav tako premagal tesalskega poveljnika Menona, ki je hotel zajeti Sperove rudnike zlata.
Oslabljen zaradi Selevkidskega cesarstva, ki je nasledilo Makedonsko cesarstvo, je bil leta 200 / 201 pr. n. št. odstavljen zadnji orontidski kralj, Oront IV., kraljestvo pa je prevzel poveljnik Selevkidskega cesarstva Artaš I., za katerega se domneva, da je bil povezan z rodbino Orontidov.

### Artaksiadi
Vpliv Selevkidskega cesarstva nad Armenijo je oslabel, potem ko so ga v bitki pri Magneziji (Magnezija na Meandru) leta 190 pr. n. št. premagali Rimljani. Tako je istega leta ustanovil helenistično armensko državo Artaksij I. ob armenskem kraljestvu Sofene pod vodstvom Zariadra. Artaksij je zajel Yervandašat, združil Armensko višavje na račun sosednjih plemen in ustanovil novo kraljevsko prestolnico Artaksata blizu reke Aras. Po besedah Strabona in Plutarha je Hanibal Barca dobil gostoljubje na armenskem dvoru Artaksija I. Avtorja dodajata apokrifno zgodbo o tem, kako je Hanibal načrtoval in nadziral zgradbo Artaksata. Novo mesto je bilo postavljeno na strateškem položaju na stičišču trgovskih poti, ki so povezale starogrški svet z Baktrijo, Indijo in Črnim morjem, kar je Armencem omogočalo uspeh. Tigran Veliki je videl priložnost za širitev v stalnih civilnih prepirih proti jugu. Leta 83 pr. n. št. je na povabilo ene od skupin v meddržavnih državljanskih vojnah vstopil v Sirijo in se kmalu uveljavil kot vladar Sirije, s čimer je Selevkidsko cesarstvo tako rekoč končal - in mirno vladal 17 let. Tigran Veliki je v zenitu svoje vladavine razširil ozemlje Armenije zunaj Armenskega višavja nad dele Kavkaza in območja, ki je danes jugovzhodna Turčija, Iran, Sirija in Libanon, s čimer je postal ena najmočnejših držav vzhodno od Rima.

### Rimska oblast
Armenija je leta 66 pr. n. št., po bitki pri Tigrankertu in končnem porazu zaveznika Armenije Mitridata. VI. Pontskega, padla pod rimski vpliv. Mark Antonij je vdrl v kraljestvo in ga premagal leta 34 pr. n. št., vendar so Rimljani izgubili hegemonijo med vojno Antonija in Oktavijana v letih 32.–30. pr. n. št.. Leta 20. pr. n. št. je Avgust sklenil premirje s Parti, s čimer je Armenija postala varovalni pas med obema glavnima silama.
Avgust je leta 6. n. št. postavil Tigrana V. kot kralja Armenije, vendar je vladal z Erato Armensko, princeso Kraljevine Armenije in članico dinastije Artaksiadov. Rimljani so nato za vazalnega kralja namestili Mitridata Armenskega. Mitridata je aretiral Kaligula, a ga je  pozneje obnovil Klavdij I.. Pozneje je bila Armenija pogosto središče prepira med Rimom in Parti, pri čemer sta obe veliki sili podpirali nasprotne suverene in uzurpatorje. Parti so Armenijo podjarmili leta 37, toda leta 47 so Rimljani ponovno prevzeli nadzor nad kraljestvom. Leta 51 je Armenija padla v Ibersko invazijo, ki so jo podpirali Parti, pod vodstvom Radamista. Tigran VI. Armenski je vladal od leta 58, ko ga je ponovno namestila rimska podpora. Obdobje nemirov se je končalo leta 66, ko je Tiridata VI. Armenskega za kralja kronal Neron. V preostalem obdobju je Armensko kraljestvo  Rim še vedno de jure smatral za vazalno državo, čeprav je bila vladajoča rodbina partskega izvora. Sodobni rimski pisci so menili, da je Neron de facto dal Armenijo Partiom.

### Arsakidi
Pod Neronom so se Rimljani bojevali (55–63) proti Partskemu cesarstvu, ki je vdrlo v Kraljevino Armenijo, zavezano z Rimljani. Potem ko so leta 60 pridobili Armenijo, nato pa jo izgubili leta 62., so Rimljani poslali Legio XV. Apollinaris iz Panonije z Korbulonom, legatus Sirije. Leta 63, okrepljen z legijami III. Gallica, V. Macedonica, X. Fretensis in  XXII. Deiotariana, je general Korbulon stopil na ozemlja Vologasa I. Partskega, ki je nato vrnil armensko kraljestvo Tiridatu, bratu kralja Vologasa I.
Leta 162–165 je cesar Lucij Ver vodil še en pohod, potem ko je Vologas IV. Partski napadel Armenijo in na njen prestol postavil svojega glavnega generala. Da bi se boril proti partski grožnji, se je Ver odpravil proti vzhodu. Njegova vojska je dosegla pomembne zmage in se ponovno lotila prestolnice. Sohaem iz Sofene, rimski državljan armenske narodnosti, je bil nameščen za novega vazalnega kralja. Toda med epidemijo znotraj rimskih sil so Parti leta 166 zavzeli večino izgubljenega ozemlja. Sohaem se je umaknil v Sirijo, rodbina Arsakidov pa se je vrnila na oblast v Armeniji.
Po padcu rodbine Arsakidov v Perziji si je uspešno Sasanidsko cesarstvo prizadevalo za ponovno vzpostavitev perzijskega nadzora. Sasanidski Perzijci so zasedli Armenijo leta 252. Vendar je leta 287 rimska vojska Tiridata III. Armenskega postavile za kralja Armenije. Po širjenju krščanstva v Armeniji z Gregorjem Razsvetiteljem so Tiridati sprejeli krščanstvo in ga naredili za uradno religijo svojega kraljestva. Tradicionalni datum prehoda Armenije v krščanstvo je določen leta 301, to je ducat let pred spreobnitvijo rimskega cesarja Konstantina Velikega in milanskim ediktom.
Leta 387 se je Kraljevina Armenija razdelila med Vzhodnorimsko in Perzijsko cesarstvo. Zahodna Armenija je najprej ostala provinca rimskega cesarstva pod imenom Armenia Minor, kasneje pa bizantinska Armenija; Vzhodna Armenija je ostala perzijsko kraljestvo, dokler leta 428 lokalno plemstvo kralja ni odstavilo, Sasanidi pa so namesto njega postavili guvernerja, in  začelo se je obdobje Marzpanata (armensko Մարզպանական Հայաստան – Marzpanakan Hayastan) nad perzijsko Armenijo. Ti deli zgodovinske Armenije so bili do muslimanskega osvajanja Perzije trdno pod nadzorom Perzije, medtem ko so bizantinski deli v 7. stoletju ostali bizantinski, tudi po vdorih arabske vojske. Leta 885 je Armenija po letih rimske, perzijske in arabske vladavine, v času rodbine Bagratuni, ponovno pridobila neodvisnost.

## Vojska

### Pod Tigranom Velikim
Vojska Kraljevine Armenije je dosegla vrhunec v času vladavine Tigrana Velikega. Po avtorju Knjige o Juditi je imela njegova vojska kočije in 12.000 konjenikov, najverjetneje težke konjenike ali katafrakte, enoto, ki so jo pogosto uporabljali tudi Selevkidi in Parti. Njegovo vojsko je sestavljalo predvsem 120.000 vojakov pehote in 12.000 nameščenih lokostrelcev, kar je tudi pomembna značilnost partske vojske. Tako kot Selevkidi so bili večina Tigranove vojske pešaki. Judovski zgodovinar Jožef Flavij govori o 500.000 moških, vključno s spremstvom taborov. Te so sestavljale kamele, osli in mule, ki so jih uporabljali za prtljago, ovce, govedo in koze za hrano, pravijo, da jo je imel vsak človek v izobilju in zlato in srebro. Tako je bila marširajoča armenska vojska navedena kot »ogromna, nepravilna sila, preštevilčna, kot kobilice ali prah zemlje«, za razliko od mnogih drugih ogromnih vzhodnih vojsk tistega časa. Manjša vojska Kapadokije, grško-feničanska in nabatejska na splošno niso bile enake po številu vojakov, saj je organizirana rimska vojska s svojimi legijami Armencem predstavljala veliko večji izzi.
Verjetnost,  da so bile številke izraelskih zgodovinarjev tistega časa pretirane, je znatna, če upoštevamo dejstvo, da so hazmonejski Judje izgubili vojno proti Tigranu.
"Plutarh je zapisal, da lahko armenski lokostrelci s svojimi smrtno natančnimi puščicami streljajo do 200 metrov daleč. Rimljani so občudovali in spoštovali pogum in bojevit duh armenske konjenice - jedro Tigranove vojske. Rimski zgodovinar Salustij Krisp je zapisal, da je bila armenska [Ayrudzi - dob. 'konjeniki'] konjenica »izjemna po lepoti svojih konj in oklepov«. Konji v Armeniji so že od antičnih časov veljali za najpomembnejši del in ponos bojevnika.

### Ajrudzi
Od antičnih časov je v Armeniji obstajala konjenica Azatavrear, ki je bila sestavljena iz armenske elite. Konjenica je predstavljala glavni del armenskega kraljevega dvora. V srednjem veku so konjenico sestavljali plemiči (navadno najmlajši sinovi armenskih lordov) in so bili znani kot Ajrudzi ali 'konjeniki'. V času miru je bila armenska konjenica razdeljena v majhne skupine, ki so prevzele vloge varovanja kralja in drugih armenskih lordov ter njihovih družin. Nek del armenske konjeniške sile je vedno nadziral armenske meje, pod poveljstvom armenskega generala (sparapet). Skupina armenske konjenice, katere glavna naloga je bila zaščita armenskega kralja in njegove družine, je v antičnem obdobju obsegala 6000 močno oklepnih konjenikov, v srednjeveškem obdobju pa 3000 konjenikov. V vojnih časih bi se število armenske konjenice povečalo, ocene segajo od 10.000 do najmanj 20.000 konjenikov. Poleg težke konjenice je bila tudi lahka konjenica, ki je bila v glavnem sestavljena iz nameščenih lokostrelcev.

### Legio I Armeniaca
Legio Armeniaca iz latinščine 'armenska legija', prima pa kot 'prva'. Armenska prva legija je bila ena izmed poznejših rimskih cesarskih legij. Omenjena je v poznoantičnem besedilu, imenovanem Notitia Dignitatum. Najverjetneje je armenska prva legija nastala v 2. ali 3. st. n. št. v zahodnem delu kraljestva, z nalogo, da zaščiti Armenijo pred vdori. Mogoče je bila najprej garnizon armenskih dežel, ki je bila pod nadzorom rimskega cesarstva. Armenska prva legija je leta 363 sodelovala v nesrečnem perzijskem pohodu cesarja Julijana Apostata.

### Legio II Armeniaca
Armenska legija secunda je bila 'druga'. Kot prva legija je bila tudi armenska druga legija ena izmed poznejših rimskih cesarskih legij. Tudi ta je omenjena v Notitia Dignitatum. Armenska druga legija naj bi nastala konec 3. stoletja ali v začetku 4. stoletja. Imela je stalni tabor v eni od severnih provinc Orienta in zgradila tabor v Satali. Omenja se leta 360 kot del garnizona Bezabda (starodavno imenovan Fencia) v zgornjem Tigrisu. V Bezabdeju je armenska druga legija služila skupaj z legijami Partica in II. Flavia. Leta 390 je Bezabde zavzela perzijska vojska in se nad prebivalci in garnizonom kruto znesla. Zdi se, da je legija preživela to bitko, saj se pojavlja v Notitia Dignitatum, ki je bila napisana v 5. stoletju.
Pozneje je armenska Druga legija postala del bizantinske vojske.

## Mitologija in predkrščanska religija
Predkrščanski armenski panteon je vseboval:
- Aramazd - kognat iranskega Ahura Mazda (ali Ormazd). Vodja panteona, identificiran z Zevsom v interpretatio graeca (iz grščine 'interpretacija s pomočjo grščine [modeli]' je diskurz, ki se uporablja za razlago ali poskus razumevanja mitologije in religije drugih kultur; primerjalna metodologija, ki uporablja starogrške verske koncepte in prakse, božanstva in mite, enakovrednosti in skupne značilnosti).
- Amanor in / ali Vanatur - bog armenskega novega leta, Navasard, konec julija. Njegov tempelj je bil v Diyadinu.
- Anahit - kognat iranske Anahite. Boginja plodnosti in rojstva ter hči ali žena Aramazda, Anahit se identificirata z Artemido in Afrodito. Templji, posvečeni Anahiti, so bili ustanovljeni v Armavirju, Artašatu, Aštishatu.
- Ara Lepa - umirajoči in vstajajoči bog, pobit v vojni proti Semiramidi.
- Astghik - sorodnica semitske Ištar. Boginja plodnosti in sopotnica Vahagna, ki si je delila tempelj z njim v Deriku (Turčija). Praznik vardavar (kjer se ljudje družbenih skupin namočijo med seboj z vodo) je bil prvotno v čast Astgik.
- Barsamin - bog neba in vremena, verjetno izvira iz semitskega boga Baal Šamina.
- Hajk - Legendarni prednik armenskega ljudstva, lokostrelec in ubijalec Titana Bela.
- Mihr - kognat s perzijskim Mitro. Bog sonca in svetlobe, sin Aramazda, brat Anahita in Nane. Njegovo središče čaščenja je bilo v Bagahariču, tempelj Garni pa mu je bil posvečen.
- Nane - Mogoče kognat sumerske Nanaje. Hči Aramazda, boginja vojne in materinstva. Njen kult je bil povezan z Anahitom, oba njuna templja sta blizu drug drugega v Gavarju ob Sevanskem jezeru.
- Tir ali Tiur - bog modrosti, kulture, znanosti in študij, bil je tudi tolmač sanj. Bil je glasnik bogov in je bil povezan z Apolonom. Tirinov tempelj je bil v bližini Artašata.
- Covinar - Imenovali so jo tudi Nar, bila je boginja dežja, morja in vode, čeprav je bila pravzaprav ognjeno bitje, ki je sililo dež.
- Vahagn - kognat iranskega Verethragne. Bog nevihte in ubijalec Herkulovega zmaja. V Deriku je osrednji tempelj posvečen Vahagnu.

V 1. stoletju našega štetja se je krščanstvo razširilo po Armeniji zaradi (po legendi) prizadevanj apostolov svetega Jerneja in Tadeja. Po preganjanjih kraljev Sanatruka, Aksidara, Khosrova I. in Tiridata III. je krščanstvo Tiridat III. sprejel kot državno vero, potem ko ga je spreobrnil Gregor Razsvetitelj. Armensko krščanstvo se je kot državna vera ločilo od partskih in mazdanskih vplivov.

### Zaratustrstvo
Do poznega partskega obdobja je bila Armenija pretežno zatočišče zaratustrstva. S prihodom krščanstva sta se poganstvo in zaratustrstvo postopoma začelo umikati. Ustanovitelj veje Arsakidov v Armeniji, Tiridat I. je bil zaratustrski duhovnik ali magus. Zaznamovana epizoda, ki ponazarja spoštovanje armenskih Arsakidov, je znamenito potovanje Tiridata I. v Rim v letu 65 - 66.

## Jezik
Pred nastankom armenske abecede so Armenci uporabljali aramejsko in grško abecedo, od katerih je slednja vplivala na armensko abecedo. Armensko abecedo sta ustvarila sveti Mesrop Maštoc in katolikos Isaac Armenski (Sahak Partev) leta 405, predvsem za prevod Biblije v armenski jezik. Tradicionalno naj bi bil naslednji stavek, preveden iz Salomonove knjige pregovorov, prvi stavek, ki ga je v armenščino napisal Maštoc:
| “                        | Ճանաչել զիմաստութիւն եւ զխրատ, իմանալ զբանս հանճարոյ: Čanačʿel zimastutʿiun yev zxrat, imanal zbans hančaroy. Poznati modrost in pouk; zaznati besede razumevanja. | ” |
| —Knjiga pregovorov, 1:2. | |   |

Po 2. st. pr. n. št. so prebivalci Velike Armenije po Strabonu govorili armensko, kar pomeni, da so sodobni Armenci izhajali iz tega prebivalstva.

## Glavna mesta
- Ervandašat - Starodavno mesto leži na pomolu s pogledom na sotočje rek Aras in Akhurian. Po besedah Mojsesa Kaghankatvacija je Oront IV. ustanovil Ervandašat, da bi zamenjal Armavir za svojo prestolnico po tem, ko je Armavir zaradi premika Arasa ostal suh. Arheološko najdišče ni bilo predmet večjih raziskav, vendar so bile predhodno odkrite utrdbe in nekateri ostanki palač. Starodavni Ervandašat je vojska perzijskega kralja Šapurja II. uničila v 360-ih.
- Artašat - Kralj Artaš I. je ustanovil Artašat leta 185 pr. n. št. na območju Vostana v zgodovinski provinci Ayrarat (Ararat), na mestu, kjer se je v tistih starodavnih obdobjih Aras pridružila reki Metsamor, blizu vrhov Khor Virap. Zgodbo o ustanovitvi poda armenski zgodovinar Movses Khorenaci iz 5. stoletja: »Artaš je odpotoval na mesto sotočje rek Jeraskh in Metsamor in se priklonil položaju hribov (poleg gore Ararat ), izbral ga je za lokacijo svojega novega mesta in ga poimenoval po sebi« [18]. Glede na poročila grških zgodovinarjev Plutarha in Strabona naj bi bil Artašat izbran in razvit po nasvetu kartažanskega generala. Hanibala. Zaradi strateškega položaja mesta v dolini Aras ob Svilni cesti je Artašat kmalu postal središče živahne gospodarske dejavnosti in uspešne mednarodne trgovine, ki je povezovala Perzijo in Mezopotamijo s Kavkazom in Malo Azijo. Njegovo gospodarsko bogastvo je mogoče oceniti iz številnih kopališč, trgov, upravnih stavb, delavnic, ki so nastale v času vladavine Artaša I. Mesto je imelo svojo zakladnico in običaje. Amfiteater Artašat je bil zgrajen v času kralja Artavasda II. (55–34 pr. n. št.). Na tem območju najdemo ostanke ogromnih obzidij mesta, ki jih je zgradil kralj Artaš. Po izgubi statusa prestolnice v korist Vagharšapata in Dvina, je Artašat postopoma izgubil svoj pomen.
- Tigranakert je v 1. st. pr. n. št. ustanovil armenski cesar Tigran Veliki. Tigranakert je bil ustanovljen kot nova prestolnica armenskega cesarstva, da bi bil v mejah širitvenega imperija v osrednjem položaju. Njegovo prebivalstvo je štelo 120.000, imel je tudi veliko templjev in amfiteater.
- Vagharšapat - V prvi polovici 1. stoletja, v času vladavine arsakidskega kralja Vologasa III. (Vagharš I.) (117–144), je bilo staro mesto Vardgesavan obnovljeno in preimenovano v Vaghasrhapat (Վաղարշապատ), ki še vedno obstaja uradni naziv mesta. Izvirno ime, kakor ga je ohranil bizantinski zgodovinar Prokopij (Perzijske vojne), je bil Valašabad – 'Valaš / Balaš mesto', imenovano po armenskem kralju Balaš / Valaš / Valarš. Ime se je razvilo v poznejšo obliko s premikom medialnega L v Gh, ki je v armenskem jeziku pogost. Khorenaci omenja, da je mesto Vardges popolnoma obnovil in ogradil Vagharš I., da bi postal znan kot Noarakaghak ('Novo mesto') ali Vagharšapat. Mesto je med letoma 120–330 n. št. služilo kot glavno mesto Armenije in je ostalo najpomembnejše mesto države do konca 4. stoletja. Ko je krščanstvo postalo državna religija Armenije, se je Vagharšapat včasih poimenoval Ečmiadzin po imenu matične stolnice. Od leta 301 je mesto postalo duhovno središče vsega armenskega naroda, saj je bilo sedež armenskega katolikosata, ene najstarejših verskih organizacij na svetu. V Vagharšapatu je bila ena najstarejših šol, ki jo je ustanovil sveti Maštoc in sedež prve knjižnice rokopisov v Armeniji, ustanovljene leta 480. Mesto je že od 6. stoletja izgubilo svoj pomen - zlasti po prenosu sedeža katolikosata v Dvin leta 452 - do ustanovitve kraljevine Bagratidov leta 885. Po padcu rodbine Bagratidov leta 1045 je mesto postopoma postalo nepomembno do leta 1441, ko je bil sedež armenskega katolikosata premeščen iz kilikijskega mesta Sis nazaj v Ečmiadzin.
- Dvin - Starodavno mesto Dvin je leta 335 zgradil Khosrov III. Mali na mestu antičnega naselja in trdnjave iz 3. tisočletja pred našim štetjem. Od takrat se je mesto uporabljalo kot glavno prebivališče armenskih kraljev iz rodbine Arsakidov. Dvin je imel približno 100.000 prebivalcev, ki so se ukvarjali z različnimi poklici, vključno z umetnostjo in obrtjo, trgovino, ribolovom, itd. Po padcu Armenskega kraljestva leta 428 je Dvin postal rezidenca sasanidskih marzpanov (guvernerjev), bizantinskih kouropalatov in kasneje omajadskih in abasidskih ostikans (guvernerjev), vsi pa so bili višji naharar. Leta 640 je bil Dvin središče emirata Arminia.

## Politična geografija
Kraljevina Armenija je na vzhodu mejila na kavkaško Albanijo, na severu kavkaško Iberijo, na zahodu Rimsko cesarstvo in na jugu Partsko cesarstvo, ki jo je nasledilo Sasanidsko cesarstvo. Meja med kavkaško Iberijo in Kraljevino Armenijo je bila reka Kura, ki je bila tudi meja med kavkaško Albanijo in kraljevino Armenijo.
Po letu 331 pred našim štetjem je bila Armenija razdeljena na Malo Armenijo (območje Kraljevine Pont), Kraljevino Armenijo (ki ustreza Armeniji Major) in Kraljevino Sofene. Leta 189 pred našim štetjem, ko se je začelo vladanje Artaša I., so številne sosednje države izkoristile oslabljeno državo in  osvojile njene oddaljene regije. Strabon pravi, da je Artaksij I. napadel proti vzhodu in združil Kaspijce in Paytakarane, nato pa napadel proti sever,ukjer je Smbat Barelyni premagal gruzijsko vojsko, ponovno združil Gugark (Strabon tudi ugotavlja, da se je Gruzija v tem času prepoznala kot vazal kraljevine Armenije), na zahod, ponovno združil Karin, Ekeghik in Derjan ter na jug, kjer je po številnih bitkah s Selevkidskim cesarstvom ponovno združil Tmorik. Toda Artaš I. ni mogel združiti Male Armenije, Corduene in Sofena, kar je dokončal njegov vnuk Tigran Veliki. Med vladavino Artaksij I. je Kraljevina Armenija zajemala 350.000 km2. Na vrhuncu je pod Tigranom Velikim obsegala 3 000 000 km2, ki je poleg Armenije Major vključevala Iberijo, Albanijo, Kapadokijo, Kilikijo, armensko Mezopotamijo, Osroene, Adiabene, Sirijo, Asirijo, Commagene, Sofene, Judejo in Atropaten. Partijo in tudi nekatera arabska plemena, vsi so bili vazali Tigrana Velikega. Območje Male Armenije je obsegalo 100.000 km2.

### Province
15 provinc z njihovimi glavnimi mesti so:
- Zgornja Armenija, 23860 km2 (Garin)
- Sofene; 18890 km2  (Arsamosata)
- Aghdznik; 17532 km2  (Tigranakert (Silvan))
- Turuberan; 25008 km2  (Manzikert)
- Corduene; 14707 km2  (Pinik)
- Moksoene; 2962 km2  (Moks)
- Nor Širakan; 11010 km2  (Khoj / Her)
- Vaspurakan; 40870 km2  (Van, Turčija)
- Sjunik (zgodovinska provinca); 15237 km2  (Baghaberd)
- Arcah (zgodovinska provinca); 11528 km2  (Šuša)
- Pajtakaran; 21000 km2  (Pajtakaran)
- Utik; 11315 km2  (Partav)
- Gugark; 16765 km2  (Ardahan)
- Tajk; 10179 km2  (Olti)
- Ajrarat; 40105 km2  (Armavir (antično mesto))

Druge armenske regije:
- Mala Armenija; 100000 km2 (Nicopolis)
- Armenska Mezopotamija; 20000 km2 (Edesa)

## Karte
- Svet leta 323 pr. n. št.
- Svet leta 200 pr. n. št.
- Svet leta 100 pr. n. št.
- Orontidska Armenija
- Armenski imperij pod Tigranom Velikim
- Aršakuni Armenika leta 150
- Perzijska Armenija
- Bizantinska Armenija